# Hniwan
Hniwan (ukrainisch Гнівань; russisch Гнивань Gniwan, polnisch Hniwań) ist eine Stadt in der ukrainischen Oblast Winnyzja. Sie liegt etwa 19 Kilometer südwestlich der Oblasthauptstadt Winnyzja am Südlichen Bug. Verwaltungstechnisch zählt auch das Dorf Hryschynzi (Грижинці) zur Stadtratsgemeinde.

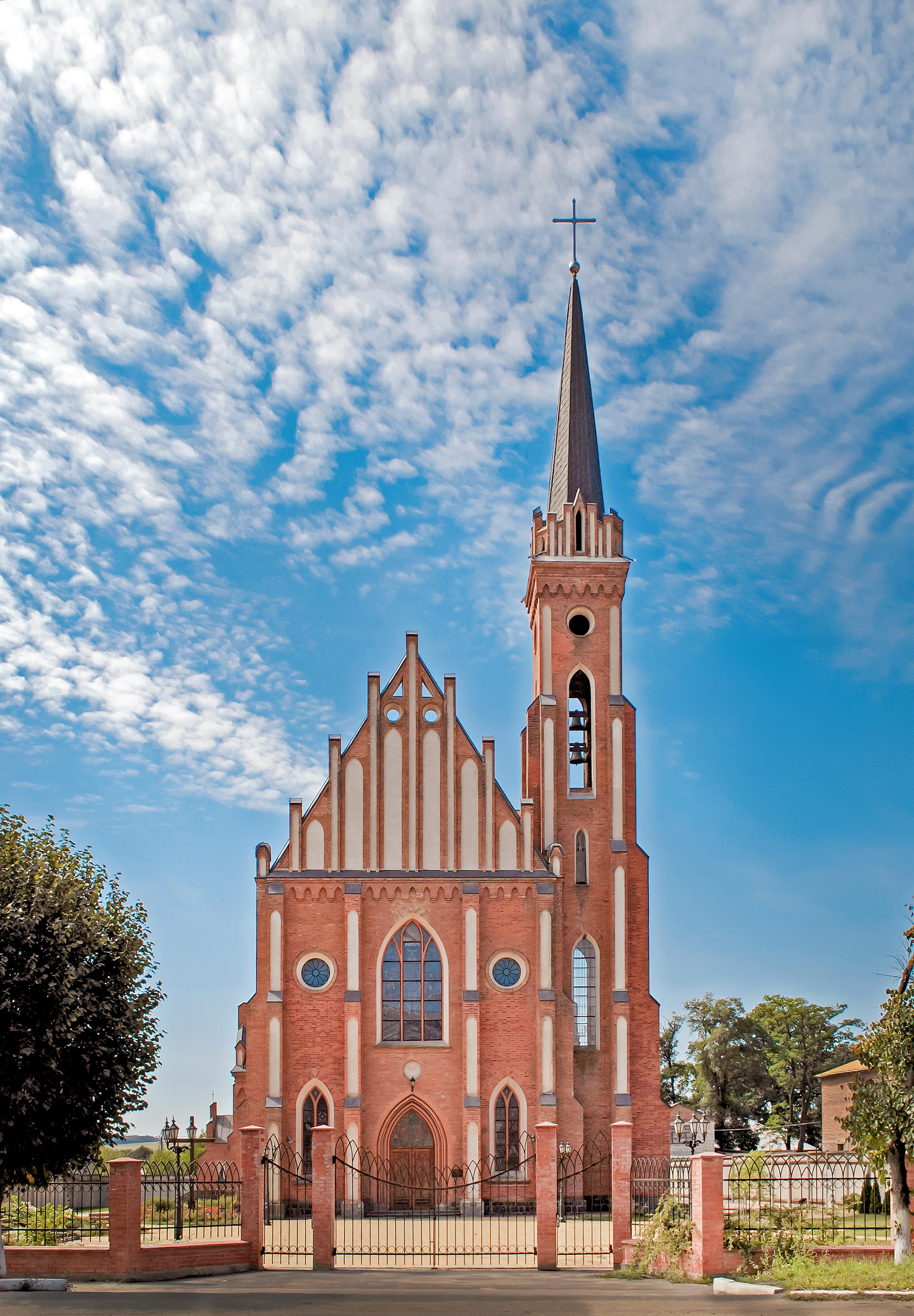
Kirche im Ort

Der Ort wurde 1629 zum ersten Mal schriftlich erwähnt und gehörte zunächst in der Woiwodschaft Bracław zu Polen-Litauen, 1795 kam es zum Russischen Reich und wurde verwaltungstechnisch in das Gouvernement Podolien eingegliedert. 1938 erhielt das Dorf den Status einer Siedlung städtischen Typs, seit 1981 hat Hniwan den Stadtstatus.
Mit der Eröffnung der durch den Ort führenden Eisenbahn von Kiew nach Odessa begann auch die wirtschaftliche Entwicklung der Ortschaft. Es wurde große Granitsteinbrüche angelegt, dazu kam später auch eine Zuckerfabrik sowie ein Betonwerk.
Seit 1991 ist die Stadt ein Teil der unabhängigen Ukraine.

## Verwaltungsgliederung
Am 22. November 2016 wurde die Stadt zum Zentrum der neugegründeten Stadtgemeinde Hniwan (Гніванська міська громада/Hniwanska miska hromada). Zu dieser zählten auch die 3 Dörfer  Demydiwka, Hryschynzi und Mohyliwka, bis dahin bildete sie zusammen mit dem Dorf Hryschynzi die gleichnamige Stadtratsgemeinde Hniwan (Гніванська міська рада/Hniwanska miska rada) im Nordwesten des Rajons Tywriw.
Am 12. Juni 2020 kamen noch die 7 in der untenstehenden Tabelle aufgelisteten Dörfer zum Gemeindegebiet.
Am 17. Juli 2020 kam es im Zuge einer großen Rajonsreform zum Anschluss des Rajonsgebietes an den Rajon Winnyzja.
Folgende Orte sind neben dem Hauptort Hniwan Teil der Gemeinde:
| Name                     | Name        | Name                        |
| ukrainisch transkribiert | ukrainisch  | russisch                    |
| ------------------------ | ----------- | --------------------------- |
| Borskiw                  | Борсків     | Борсков (Borskow)           |
| Demydiwka                | Демидівка   | Демидовка (Demidowka)       |
| Hryschynzi               | Грижинці    | Грижинцы (Grischinzy)       |
| Majaniw                  | Маянів      | Маянов (Majanow)            |
| Mohyliwka                | Могилівка   | Могилёвка (Mogiljowka)      |
| Potoky                   | Потоки      | Потоки (Potoki)             |
| Ryschawka                | Рижавка     | Рыжавка (Ryschawka)         |
| Selyschtsche             | Селище      | Селище (Selischtsche)       |
| Uroschajne               | Урожайне    | Урожайное (Uroschainoje)    |
| Woroschyliwka            | Ворошилівка | Ворошиловка (Woroschilowka) |